# Заврш'є Нетретицько
45°32′ пн. ш. 15°26′ сх. д. / 45.53° пн. ш. 15.43° сх. д.
Заврш'є Нетретицько (хорв. Završje Netretićko) — населений пункт у Хорватії, у Карловацькій жупанії у складі громади Нетретич.

## Населення
Населення за даними перепису 2011 року становило 77 осіб.
Динаміка чисельності населення поселення: